# Vilhelm Tetens
Vilhelm Tetens, född den 21 november 1871 i Köpenhamn, död den 13 januari 1957, var en dansk målare.
Tetens, som var elev till Engelsted, akademien och Zahrtmann, utställde första gången på Charlottenborg 1896. Han målade i huvudsak porträtt och arkitekturbilder. Av hans arbeten kan nämnas Familjen i det gröna (1903), Ung man (1909, Kunstmuseet), Afton. Badande män (1905), Porträtt av min moder (1907), porträtt av professor Foldberg (1919, tillerkänd utställningsmedaljen). År 1907 ägde Kunstforeningens utställning av Tetens arbeten rum. Under en följd av år var han kostymtecknare vid Det Kongelige Teater.